# 1583 en littérature
| Années de la littérature : 1580 - 1581 - 1582 - 1583 - 1584 - 1585 - 1586    |
| Décennies de la littérature : 1550 - 1560 - 1570 - 1580 - 1590 - 1600 - 1610 |

Cet article présente les faits marquants de l'année 1583 en littérature.

## Événements
- 25 janvier : première réunion au cours de laquelle sont discutées les statuts de l'Accademia della Crusca, première académie de langue italienne, inaugurée à Florence le 25 mars 1585[1].
- 10 mars : formation des Queen Elizabeth's Men, (« Troupe de la reine Elizabeth ») troupe d'acteurs du Théâtre élisabéthain[2].

- 11-12 juin : Rivales, comédie en latin et Dido, tragédie de William Gager, sont jouées à Christ Church, à Oxford, en l'honneur du noble polonais Albert Laski (en)[3].

- Avril : le philosophe italien Giordano Bruno se rend à Londres, puis à Oxford (10 -13 juin 1583), sous la protection de l’ambassadeur de France Michel de Castelnau. Il fréquente le cercle du poète anglais Sir Philip Sidney. Il rentre à Paris en octobre 1585[4].

## Parutions
- Première publication à Évora du Camino de perfección (« Chemin de perfection ») de Thérèse d'Avila, par l’archevêque Teotónio de Bragança (pt)[5].
- Première édition à Rome du Martyrologium Romanum (« Martyrologe romain »)[6].
- Opus novum de emendatione temporum, ouvrage de Joseph Juste Scaliger est publié à Paris chez Mamert Patisson[7].

- De Republica Anglorum ; the Manner of Government or Policie of the Realme of England, rédigé entre 1562 et 1565, de Thomas Smith[8].
- The Anatomie of Abuses, pamphlet de Philip Stubbs[9].

- Les Juives, tragédie de Robert Garnier, est publiée à Paris chez  Mamert Patisson[10].

## Naissances
- 24 novembre : Juan Martínez de Jáuregui, poète et peintre espagnol († 1641).

## Décès
- 28 septembre : Jacques Peletier du Mans, poète humaniste et mathématicien français (né en 1517) (ou juillet 1582).
- Entre 1581 et 1583 : Pey de Garros, poète français (° vers 1525).